# Giulia Rondon
Giulia Rondon (née le 16 octobre 1987 à Pise), est une joueuse italienne de volley-ball. Elle mesure 1,89 m et joue au poste de passeuse. Elle totalise 117 sélections en équipe d'Italie.

## Clubs
| Club                | Pays   | De        | À         |
| ------------------- | ------ | --------- | --------- |
| Turris Pisa         | Italie | 2001-2002 | 2001-2002 |
| Club Italia         | Italie | 2002-2003 | 2003-2004 |
| Esperia Cremona     | Italie | 2004-2005 | 2004-2005 |
| Scavolini Pesaro    | Italie | 2005-2006 | 2005-2006 |
| Esperia Cremona     | Italie | 2006-2007 | 2007-2008 |
| Sassuolo Volley     | Italie | 2008-2009 | 2008-2009 |
| River Piacenza      | Italie | 2009-2010 | 2009-2010 |
| Sirio Perugia       | Italie | 2010-2011 | 2010-2011 |
| Villa Cortese       | Italie | 2011-2011 | 2011-2011 |
| Crema Volley        | Italie | 2011-2012 | 2011-2012 |
| Asystel MC Carnaghi | Italie | 2012-2013 | 2012-2013 |
| LJ Volley           | Italie | 2013-2014 | …         |

## Palmarès

### Équipe nationale
- Championnat d'Europe
  - Vainqueur : 2009.
- World Grand Champions Cup
  - Vainqueur : 2009.

### Clubs
- Coupe de la CEV
  - Vainqueur : 2006.
- Coupe d'Italie
  - Vainqueur : 2011.
  - Finaliste : 2013.
- Supercoupe d'Italie
  - Finaliste : 2012.